# Rorippa
Rorippa é um género botânico pertencente à família Brassicaceae. Também conhecida como Agrião Amarelo.